# Edgar Malakyan
Edgar Malakyan (en arménien Էդգար Մալաքյան), est un footballeur international arménien, né le 22 septembre 1990 à Erevan. Il évolue au poste de milieu de terrain.

## Biographie

### International
Le 12 août 2009, il reçoit sa première sélection en équipe d'Arménie, lors du match Arménie - Moldavie au Stade Hanrapetakan à Erevan (1-4).

## Palmarès
- Avec Pyunik Erevan :
  - Champion d'Arménie en 2007, 2008, 2009 et 2010.
  - Vainqueur de la Coupe d'Arménie en 2009 et 2010.
  - Vainqueur de la Supercoupe d'Arménie en 2007, 2008, 2009 et 2011.
- Avec Banants Erevan :
  - Champion d'Arménie en 2014.

## Statistiques détaillées

### En club
| Saison                | Club                  | Championnat           | Championnat | Championnat | Coupe(s) nationale(s) | Coupe(s) nationale(s) | Compétition(s) continentale(s) | Compétition(s) continentale(s) | Compétition(s) continentale(s) | Sélection | Sélection | Sélection | Total | Total |
| Saison                | Club                  | Division              | M.          | B.          | M.                    | B.                    | Comp.                          | M.                             | B.                             | Équipe    | M.        | B.        | M.    | B.    |
| 2007                  | Pyunik Erevan         | 1                     | 1           | 0           | -                     | -                     | -                              | -                              | -                              | -         | -         | -         | 1     | 0     |
| 2008                  | Pyunik Erevan         | 1                     | 27          | 2           | 7                     | 2                     | -                              | -                              | -                              | -         | -         | -         | 34    | 4     |
| 2009                  | Pyunik Erevan         | 1                     | 24          | 3           | 3                     | 0                     | C1                             | 2                              | 0                              | Arménie   | 1         | 0         | 30    | 3     |
| 2010                  | Pyunik Erevan         | 1                     | 22          | 6           | 5                     | 0                     | C1                             | 1                              | 0                              | Arménie   | 4         | 0         | 32    | 6     |
| 2011                  | Pyunik Erevan         | 1                     | 28          | 1           | 3                     | 0                     | C1                             | 2                              | 1                              | Arménie   | 6         | 0         | 39    | 2     |
| 2012 - 2013           | Pyunik Erevan         | 1                     | 7           | 0           | -                     | -                     | -                              | -                              | -                              | Arménie   | 1         | 0         | 8     | 0     |
| 2012 - 2013           | Viktoria Plzeň        | 1                     | 2           | 0           | -                     | -                     | C3                             | 4                              | 0                              | -         | -         | -         | 6     | 0     |
| Total sur la carrière | Total sur la carrière | Total sur la carrière | 111         | 12          | 18                    | 2                     | -                              | 9                              | 1                              | 0         | 12        | 0         | 150   | 15    |